# 中华圣公会救主堂
中华圣公会救主座堂（英語：Holy Saviour's Cathedral, Peking），位于北京市西城区佟麟阁路（旧名南沟沿）85号，又名英利甘教堂、中华圣公会座堂、南沟沿救主堂，曾经是中华圣公会华北教区的总堂及主教座堂，亦是圣公会在北京兴建的第一所圣堂。座堂建筑建于1907年，现为一家书店，全國重點文物保護單位。

## 历史
中华圣公会救主座堂所在地原为清政府刑部官员殷柯庭的私宅，1900年庚子事变期间英军占领北京宣武门内区域，英国國教会传教士相中了这片土地，便购置建筑圣堂。1907年圣公会华北教区主教史嘉乐请人设计施工，修建了现在的教堂建筑，1907年11月28日座堂落成举行开堂典礼。1911年，经过在北洋政府登记，英利甘座堂建筑及土地正式成为中华圣公会教产。1949年后圣公会逐步退出中国大陆，中华圣公会救主座堂成为北京电视技术研究所库房，1990年代港资企业北京塞翁信息咨询服务中心收购座堂建筑，经过整修成为该公司的办公场所，2013年中华圣公会救主座堂列名第七批全國重點文物保護單位，2019年经整修后，成为一家网红书店。

## 建筑
中华圣公会救主座堂的建筑代表了1900年以后北京座堂的复古主义风格，建筑材料选用中式的青砖、灰筒瓦使得座堂整体风格颇具中国传统建筑的韵味，但建筑平面以及细节的处理却均为典型的欧洲建筑风格。座堂为南北走向长方形建筑，与紧邻的佟麟阁路平行。建筑平面为双拉丁十字形，南北走向的建筑主轴采取巴西利卡设计，两道东西走向的横翼，南侧的一道规模较大，亦采用巴西利卡设计，北侧一条比较短小。在南北走向的座堂主轴与两条东西走向的横翼的交点各自建有一座中式八角亭子作为教堂的钟楼和天窗。建筑的正门位于南侧山墙正中，山墙取中国传统建筑的硬山形式。正门两侧及门楣上方有汉白玉雕楹联，右侧书“此诚真主殿”，左侧书“此乃上天门”，横批为“可敬可畏”，正门上方的山墙上开有圆形玫瑰花窗一座，体现出哥特式建筑的痕迹。正门两侧侧廊的山墙为单坡硬山，山墙底部镶嵌有四通石碑，记述了座堂修建以及修缮的历史，其中一通记录的是北京赛翁信息咨询中心对该建筑的修缮过程。

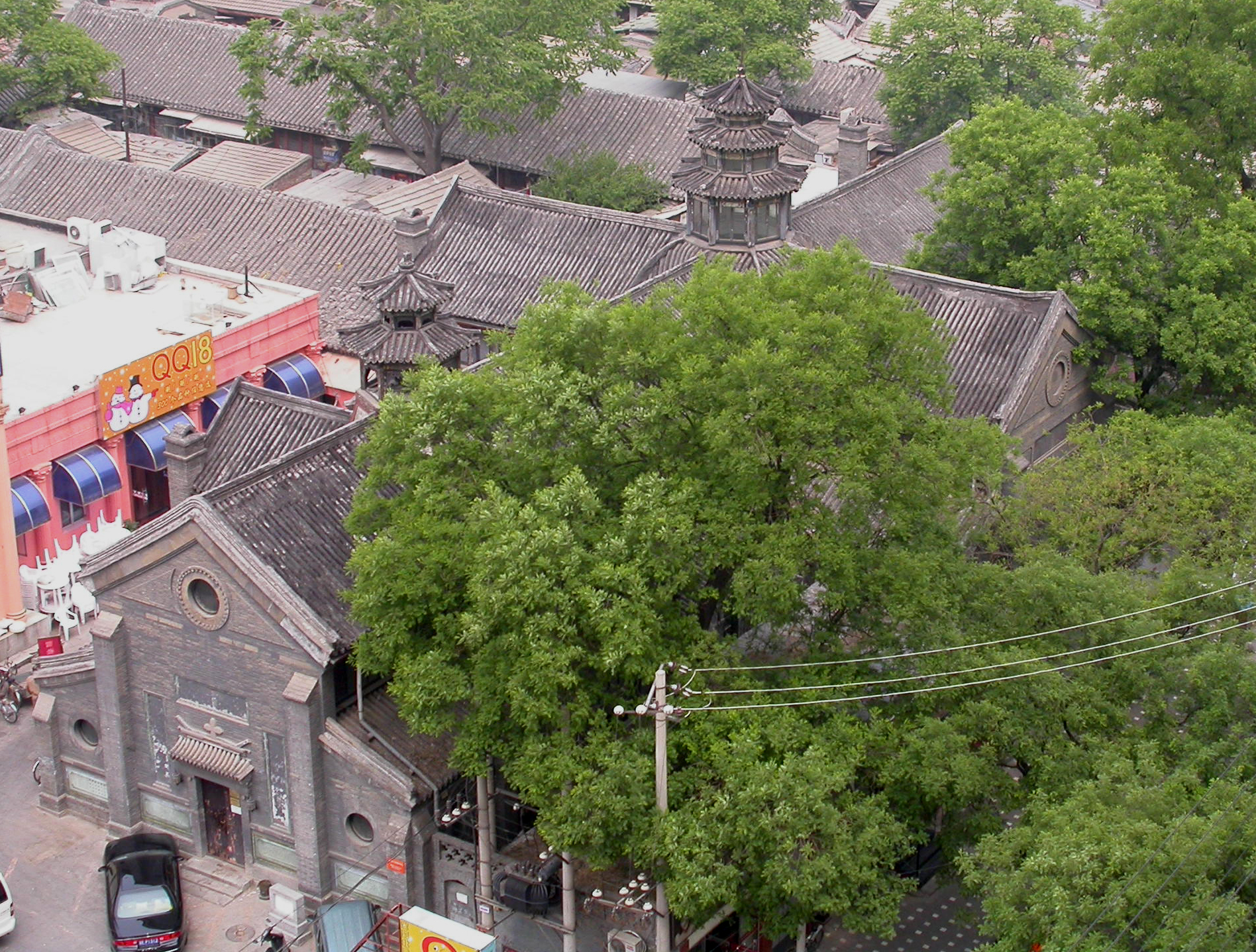
中华圣公会救主座堂俯瞰

座堂内部结构也同样是中西建筑风格统一的典范，其承重结构均为典型的中国式建筑风格，以木柱、桁架支撑屋顶荷载，地面铺设木质地板。教堂平面十字处设立聖坛，聖坛亦为木质，四周围以中式红木围栏，雕有花草装饰，祭台背后设有中式冰纹格子隔扇，聖坛摆设均为传统中国红木家具。教堂内设圣洗盘，并且配备有完整的上下水装置，是那个时代建筑中非常少见的。
座堂正面立墙镶有四块碑，第一块是北京座堂教友于1918年为纪念中华圣公会牧师伯里夏而立，第二块是1928年时华北教区全体教友位纪念创建英利甘堂的史嘉乐主教而立，第三块是1946年为鄂方智立的纪念碑，第四块是1997年香港塞翁信息公司重修纪念。
21世纪初教堂建筑被分为南北两部分，南端为塞翁信息有限公司的办公场所，北端经营者一家餐厅，座堂外观保持完好，南端部分内部做了隔断、电路等改造，地板为木质（翻新过），主体结构（房梁等）保存良好。2004年夏季，在教堂西侧兴建了一座建筑面积2000余平方米的网吧，据称系北京最大的网吧，网吧建筑风格怪异，外墙用色艳丽，与教堂形成鲜明的对比。该网吧开业不足一年便改为菜市场。

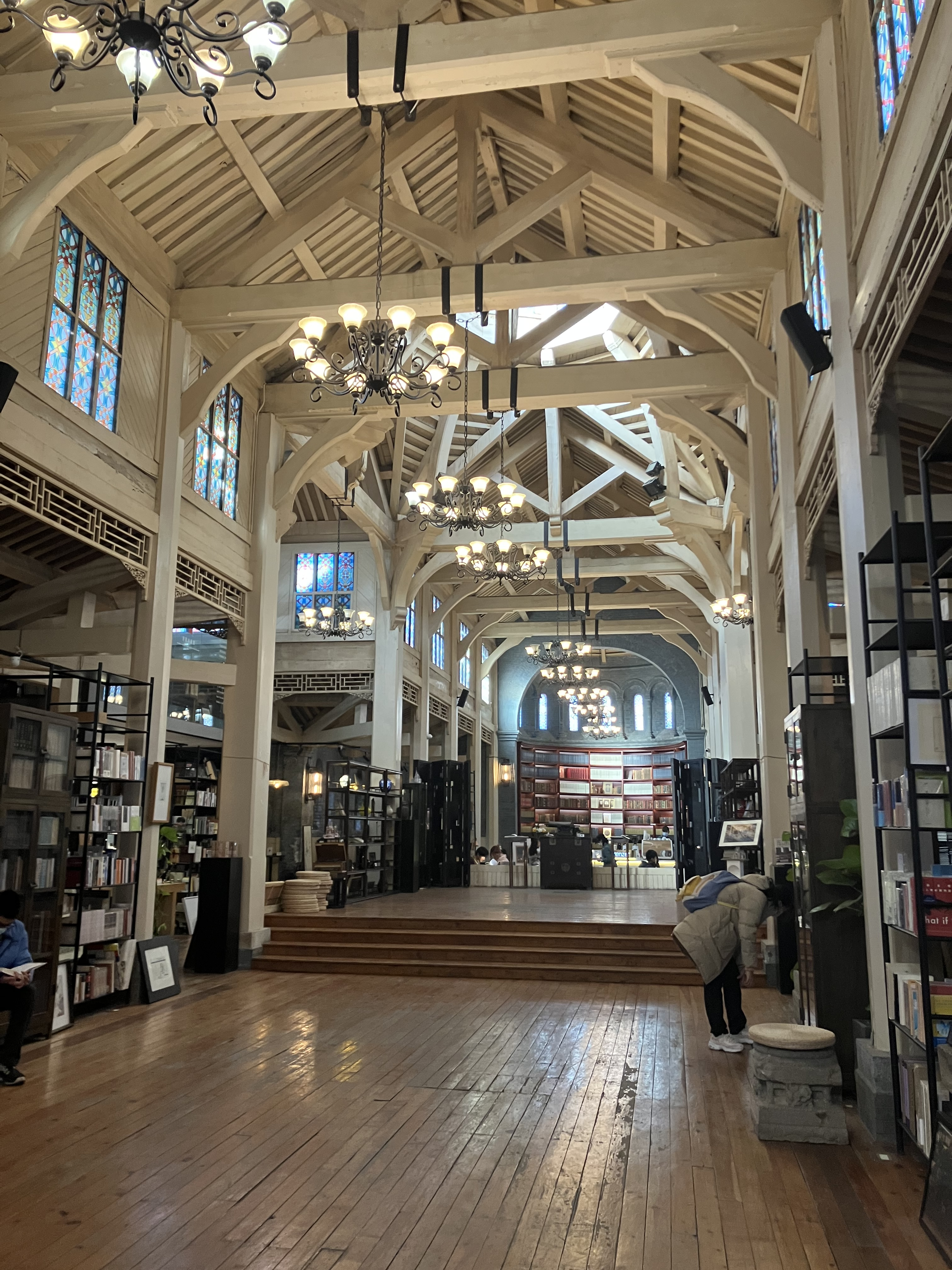
中华圣公会救主座堂被改造为书店后的内景

2019年，教堂被重新整修后，成为了一家网红书店，是中国首座由教堂改造的书店。